# Peugeot Type 143
La Peugeot Type 143 est un modèle d'automobile Peugeot commercialisée de 1910 à 1912.

## Description
La Type 143 était une voiture de taille moyenne pour son époque, dotée d'un design typique des premières automobiles, avec une carrosserie ouverte, des lignes simples et une allure élégante. Elle était propulsée par un moteur à essence à combustion interne, probablement un moteur à quatre cylindres, bien que les détails techniques précis puissent varier en fonction des versions et des années de production.
Comme la plupart des voitures de cette époque, la Type 143 était assez rudimentaire par rapport aux normes modernes, mais elle représentait un progrès significatif par rapport aux modèles antérieurs. Elle offrait probablement des performances modestes, avec une vitesse maximale relativement basse et une conduite relativement simple, sans les commodités et les technologies avancées que l'on trouve dans les voitures contemporaines.
C'était une voiture qui incarnait l'essence des débuts de l'industrie automobile, avec tout le charme et le caractère de cette époque.

## Moteur
La Peugeot Type 143 était propulsée par un moteur essence à combustion interne, caractéristique des voitures de son époque. Ce moteur, généralement disposé en configuration à cylindres en ligne, était refroidi par eau pour maintenir des températures de fonctionnement optimales. Bien que les spécifications exactes puissent varier selon les modèles et les années de production, le moteur de la Peugeot 143 développait généralement une puissance modeste, souvent inférieure à 30 chevaux. Cette puissance était suffisante pour propulser la voiture à des vitesses respectables dans les conditions routières de l'époque. En dépit de sa simplicité et de ses performances modestes par rapport aux normes modernes, le moteur de la Peugeot 143 incarnait l'ingénierie et le savoir-faire de son temps, contribuant ainsi à la réputation de Peugeot en tant que constructeur automobile respecté.

## Transmission
La transmission de la Peugeot Type 143 était typique des voitures de son époque. Elle était équipée d'une boîte de vitesses manuelle à plusieurs rapports, permettant au conducteur de sélectionner la vitesse appropriée en fonction des conditions de conduite et de la vitesse souhaitée. Cette transmission manuelle transmettait la puissance du moteur aux roues arrière, offrant ainsi une propulsion traditionnelle à propulsion. Bien que les détails spécifiques puissent varier entre les modèles individuels et les années de production, la transmission de la Peugeot 143 était conçue pour offrir une conduite fluide et une adaptabilité aux différentes situations sur la route. Elle faisait partie intégrante de l'expérience de conduite de cette époque et contribuait à la sensation de contrôle et de connexion entre le conducteur et la voiture. En somme, la transmission de la Peugeot 143 reflétait les normes techniques et les pratiques de conception de l'époque, tout en offrant une performance fiable et une expérience de conduite agréable aux conducteurs de l'époque.